# CSR (musikgrupp)
CSR är en sydkoreansk tjejgrupp som bildas och drivs av A2Z Entertainment. Septetten – bestående av medlemmarna Sua, Geumhee, Sihyeon, Seoyeon, Yuna, Duna och Yeham – var vid tidpunkten för debuten helt sammansatt av 17-åringar, en första gång i branschen.

## Diskografi

### EP
- Sequence: 7272 (2022)
- Delight (2023)

### Singelalbum
- Sequence: 17& (2022)
- L'heure Bleue: Prologue (2024)